# Llista de topònims de Castellví de la Marca
Llista de topònims (noms propis de lloc) del municipi de Castellví de la Marca, a l'Alt Penedès
Informació actualitzada per un bot. Els canvis manuals es perdran quan s'actualitzi!

## barraca de vinya
| imatge | Nom                                                   | Ubicat a              | instància de     | Detalls | coordenades | Protecció | Commons (més fotos) | Dades a WD                    |
| ------ | ----------------------------------------------------- | --------------------- | ---------------- | ------- | --- | --------- | ------------------- | ----------------------------- |
|        | barraca de pagès del Fondo de l'Hort de la Muntanya-1 | Castellví de la Marca | barraca de vinya |         | 41° 21′ 08″ N, 1° 35′ 49″ E / 41.35216°N,1.59703°E ca:Fondo de l'Hort de Muntanya. A prop de Can Morgades del Grau               |           |                     | Modifica les dades a Wikidata |
|        | barraca de pagès del Fondo de l'Hort de la Muntanya-2 | Castellví de la Marca | barraca de vinya |         | 41° 21′ 14″ N, 1° 35′ 47″ E / 41.35402°N,1.59636°E ca:Camí del Fondo de l'Hort de Muntanya. Al N del tancat de l'Hort.           |           |                     | Modifica les dades a Wikidata |
|        | barraca de pagès del Fondo de l'Hort de la Muntanya-3 | Castellví de la Marca | barraca de vinya |         | 41° 21′ 15″ N, 1° 35′ 44″ E / 41.35412°N,1.59551°E ca:Final del camí del Fondo de l'Hort de Muntanya. Al N del tancat de l'Hort. |           |                     | Modifica les dades a Wikidata |
|        | barraca del Fondo de la Comallarga-1                  | Castellví de la Marca | barraca de vinya |         | 41° 21′ 05″ N, 1° 35′ 37″ E / 41.35127°N,1.5937°E ca:Al fondo de la Comallonga/Comallarga. Vessant de solell.                    |           |                     | Modifica les dades a Wikidata |
|        | barraca del Fondo de la Comallarga-2                  | Castellví de la Marca | barraca de vinya |         | 41° 20′ 58″ N, 1° 35′ 35″ E / 41.34954°N,1.59298°E ca:Al fondo de la Comallonga/Comallarga.Vessant d'obaga.                      |           |                     | Modifica les dades a Wikidata |

## cabana
| imatge | Nom                    | Ubicat a              | instància de | Detalls | coordenades                                                         | Protecció | Commons (més fotos) | Dades a WD                    |
| ------ | ---------------------- | --------------------- | ------------ | ------- | ------------------------------------------------------------------- | --------- | ------------------- | ----------------------------- |
|        | Corralot de l'Almirall | Castellví de la Marca | cabana       |         | 41° 21′ 01″ N, 1° 36′ 16″ E / 41.3503342600739°N,1.60451847061611°E |           |                     | Modifica les dades a Wikidata |
|        | corral de Cal Morgades | Castellví de la Marca | cabana       |         | 41° 20′ 55″ N, 1° 35′ 21″ E / 41.3484988042672°N,1.5891740174905°E  |           |                     | Modifica les dades a Wikidata |

## conjunt urbà
| imatge | Nom                                      | Ubicat a              | instància de | Detalls | coordenades                                                                                                | Protecció | Commons (més fotos) | Dades a WD                    |
| ------ | ---------------------------------------- | --------------------- | ------------ | ------- | --- | --------- | ------------------- | ----------------------------- |
|        | avinguda de Catalunya                    | Castellví de la Marca | conjunt urbà |         | 41° 19′ 34″ N, 1° 37′ 02″ E / 41.326045989990234°N,1.6173549890518188°E ca:La Múnia: Avinguda de Catalunya |           |                     | Modifica les dades a Wikidata |
|        | cases del carrer Anselm Clavé (la Múnia) | Castellví de la Marca | conjunt urbà |         | 41° 19′ 34″ N, 1° 37′ 06″ E / 41.32603454589844°N,1.618438959121704°E ca:La Múnia, carrer Anselm Clave     |           |                     | Modifica les dades a Wikidata |

## cova
| imatge | Nom                             | Ubicat a              | instància de | Detalls | coordenades | Protecció | Commons (més fotos) | Dades a WD                    |
| ------ | ------------------------------- | --------------------- | ------------ | ------- | --- | --------- | ------------------- | ----------------------------- |
|        | Balmes de la riera de Marmellar | Castellví de la Marca | cova         |         | 41° 20′ 32″ N, 1° 34′ 48″ E / 41.34229°N,1.57997°E ca:al llarg del llit de la riera de Marmellar                          |           |                     | Modifica les dades a Wikidata |
|        | cova de Can Pascol              | Castellví de la Marca | cova         |         | 41° 20′ 55″ N, 1° 34′ 27″ E / 41.3486189322897°N,1.57407463013266°E                                                       |           |                     | Modifica les dades a Wikidata |
|        | cova de Sant Isidre             | Castellví de la Marca | cova         |         | 41° 20′ 03″ N, 1° 35′ 20″ E / 41.3342890351345°N,1.58875173916969°E                                                       |           |                     | Modifica les dades a Wikidata |
|        | cova del Castellot              | Castellví de la Marca | cova         |         | 41° 20′ 13″ N, 1° 34′ 43″ E / 41.336928118786°N,1.57850057473939°E ca:30 metres sota 'el castellot', en la cinglera nord. |           |                     | Modifica les dades a Wikidata |
|        | cova del Pelut                  | Castellví de la Marca | cova         |         | 41° 20′ 57″ N, 1° 34′ 26″ E / 41.3491733851871°N,1.57375174647443°E                                                       |           |                     | Modifica les dades a Wikidata |
|        | cova del Piu Quino              | Castellví de la Marca | cova         |         | 41° 20′ 26″ N, 1° 34′ 20″ E / 41.3405340621836°N,1.5721953481818°E                                                        |           |                     | Modifica les dades a Wikidata |
|        | coves del Pascol                | Castellví de la Marca | cova         |         | 41° 21′ 18″ N, 1° 36′ 37″ E / 41.3548980586357°N,1.61023076945435°E                                                       |           |                     | Modifica les dades a Wikidata |

## edifici
| imatge | Nom                                                   | Ubicat a              | instància de               | Detalls                       | coordenades | Protecció                                  | Commons (més fotos)           | Dades a WD                    |
| ------ | ----------------------------------------------------- | --------------------- | -------------------------- | ----------------------------- | --- | ------------------------------------------ | ----------------------------- | ----------------------------- |
|        | Casa de la Vila                                       | Castellví de la Marca | edifici                    | Estil: arquitectura romànica  | 41° 19′ 34″ N, 1° 37′ 12″ E / 41.3262°N,1.6199°E | bé cultural d'interès local                |                               | Modifica les dades a Wikidata |
|        | Celler de cal Morgades del Grau i rellotge de sol     | Castellví de la Marca | edifici edifici industrial | Estil: modernisme català 1905 | 41° 20′ 45″ N, 1° 35′ 50″ E / 41.34594°N,1.59723°E 41° 20′ 46″ N, 1° 35′ 52″ E / 41.34609603881836°N,1.5976439714431765°E ca:Edifici annex i exempt del conjunt de la masia de cal Morgades del Grau ca:Ctra. BV-2128, km. 5 |                                            |                               | Modifica les dades a Wikidata |
|        | Sant Marc de les Cunilleres / Sant Marc de Conilleres | Castellví de la Marca | edifici                    | 13rd century                  | 41° 21′ 06″ N, 1° 36′ 58″ E / 41.35175°N,1.61612°E ca:nucli de la Cunillera Gran |                                            |                               | Modifica les dades a Wikidata |
|        | Societat Cultural de la Múnia                         | Castellví de la Marca | edifici                    | Estil: noucentisme            | 41° 19′ 35″ N, 1° 37′ 03″ E / 41.326416°N,1.617489°E ca:La Múnia, avinguda Catalunya, 16 | bé integrant del patrimoni cultural català | Societat Cultural de la Múnia | Modifica les dades a Wikidata |

## element arquitectònic
| imatge | Nom                                             | Ubicat a              | instància de              | Detalls      | coordenades | Protecció | Commons (més fotos) | Dades a WD                    |
| ------ | ----------------------------------------------- | --------------------- | ------------------------- | ------------ | --- | --------- | ------------------- | ----------------------------- |
|        | Cisterna/cup de la vinya del camí dels Albars-1 | Castellví de la Marca | element arquitectònic     |              | 41° 20′ 30″ N, 1° 36′ 00″ E / 41.34166°N,1.59995°E ca:Vinyes al S del Camí dels Albars                                                     |           |                     | Modifica les dades a Wikidata |
|        | Fondo de l'Hort de Muntanya-2                   | Castellví de la Marca | element arquitectònic     |              | 41° 21′ 09″ N, 1° 35′ 48″ E / 41.35246°N,1.59664°E ca:A prop de cal Morgades del Grau, en el fondal homònim.                               |           |                     | Modifica les dades a Wikidata |
|        | Portal del carrer Major, 14                     | Castellví de la Marca | element arquitectònic     | 18th century | 41° 19′ 36″ N, 1° 37′ 12″ E / 41.3267°N,1.62°E ca:C. Major, 14. La Múnia                                                                   |           |                     | Modifica les dades a Wikidata |
|        | Pou de la Vinya de ca l'Almirall                | Castellví de la Marca | element arquitectònic pou |              | 41° 20′ 35″ N, 1° 36′ 25″ E / 41.34308°N,1.60702°E ca:A 300m al sud-est de la Masia de Ca l'Almirall de Puiddespí, i a tocar d'un torrent. |           |                     | Modifica les dades a Wikidata |
|        | Pou-cisterna de la Vinya del camí dels Albars-2 | Castellví de la Marca | element arquitectònic     |              | 41° 20′ 31″ N, 1° 36′ 09″ E / 41.342°N,1.60238°E ca:Vinyes al S del Camí dels Albars                                                       |           |                     | Modifica les dades a Wikidata |

## entitat singular de població
| imatge | Nom                            | Ubicat a              | instància de                                   | Detalls | coordenades | Protecció | Commons (més fotos)         | Dades a WD                    |
| ------ | ------------------------------ | --------------------- | ---------------------------------------------- | ------- | --- | --------- | --------------------------- | ----------------------------- |
|        | Cal Farines                    | Castellví de la Marca | entitat singular de població                   | 38 hab  | 41° 20′ 18″ N, 1° 37′ 16″ E / 41.3383280394424°N,1.62100463436441°E 239 msnm                                                      |           |                             | Modifica les dades a Wikidata |
|        | Cal Margarit                   | Castellví de la Marca | entitat singular de població                   | 42 hab  | 41° 19′ 27″ N, 1° 35′ 20″ E / 41.3241233766332°N,1.58892184415632°E 230 msnm                                                      |           |                             | Modifica les dades a Wikidata |
|        | Cal Morgades del Grau          | Castellví de la Marca | entitat singular de població                   | 7 hab   | 41° 20′ 45″ N, 1° 35′ 18″ E / 41.345735105852°N,1.5884552634323°E 292 msnm                                                        |           |                             | Modifica les dades a Wikidata |
|        | Pedrers                        | Castellví de la Marca | entitat singular de població                   | 20 hab  | 41° 20′ 26″ N, 1° 36′ 10″ E / 41.340507156338°N,1.6029100150852°E 243 msnm                                                        |           |                             | Modifica les dades a Wikidata |
|        | Ratera                         | Castellví de la Marca | entitat singular de població                   | 68 hab  | 41° 20′ 27″ N, 1° 37′ 54″ E / 41.340851748939°N,1.6315865090159°E 206 msnm                                                        |           |                             | Modifica les dades a Wikidata |
|        | el Carrer Fondo                | Castellví de la Marca | entitat singular de població                   | 33 hab  | 41° 20′ 15″ N, 1° 36′ 09″ E / 41.3376261907952°N,1.6023995789138°E 254 msnm                                                       |           |                             | Modifica les dades a Wikidata |
|        | el Coscó                       | Castellví de la Marca | entitat singular de població                   | 46 hab  | 41° 19′ 25″ N, 1° 35′ 45″ E / 41.3235388830018°N,1.59575856640053°E 226 msnm                                                      |           |                             | Modifica les dades a Wikidata |
|        | el Mas de la Pansa             | Castellví de la Marca | entitat singular de població                   | 35 hab  | 41° 19′ 42″ N, 1° 36′ 12″ E / 41.3282156292132°N,1.60331770232658°E 223 msnm                                                      |           |                             | Modifica les dades a Wikidata |
|        | el Maset dels Cosins           | Castellví de la Marca | entitat singular de població                   | 65 hab  | 41° 19′ 58″ N, 1° 35′ 39″ E / 41.332858407643°N,1.59402877923169°E 250 msnm                                                       |           |                             | Modifica les dades a Wikidata |
|        | els Albans i Cal Xeret         | Castellví de la Marca | entitat singular de població                   | 38 hab  | 41° 20′ 22″ N, 1° 35′ 47″ E / 41.339449°N,1.596382°E 260 msnm                                                                     |           |                             | Modifica les dades a Wikidata |
|        | la Múnia                       | Castellví de la Marca | entitat singular de població capital municipal | 961 hab | 41° 19′ 36″ N, 1° 37′ 10″ E / 41.326584°N,1.619469°E ca:Bàsicament a l'Avda. Catalunya i al C. d'Anselm Clavé (la Múnia) 192 msnm |           | La Múnia                    | Modifica les dades a Wikidata |
|        | les Cases Noves de Cal Marques | Castellví de la Marca | entitat singular de població                   | 171 hab | 41° 19′ 05″ N, 1° 36′ 21″ E / 41.318023742641°N,1.6057798280963°E 198 msnm                                                        |           |                             | Modifica les dades a Wikidata |
|        | les Cases Noves de la Riera    | Castellví de la Marca | entitat singular de població                   | 51 hab  | 41° 20′ 18″ N, 1° 35′ 07″ E / 41.3382807146001°N,1.58519970288234°E 256 msnm                                                      |           | Les Cases Noves de la Riera | Modifica les dades a Wikidata |
|        | les Casetes                    | Castellví de la Marca | entitat singular de població                   | 96 hab  | 41° 19′ 13″ N, 1° 37′ 29″ E / 41.320214°N,1.624783°E 182 msnm                                                                     |           |                             | Modifica les dades a Wikidata |
|        | les Conilleres                 | Castellví de la Marca | entitat singular de població                   | 43 hab  | 41° 21′ 01″ N, 1° 36′ 48″ E / 41.3503426873924°N,1.61341166183625°E 268 msnm                                                      |           |                             | Modifica les dades a Wikidata |

## església
| imatge | Nom                                   | Ubicat a              | instància de     | Detalls                                | coordenades | Protecció                                  | Commons (més fotos)                                    | Dades a WD                    |
| ------ | ------------------------------------- | --------------------- | ---------------- | -------------------------------------- | --- | ------------------------------------------ | ------------------------------------------------------ | ----------------------------- |
|        | Sant Andreu de les Conilleres         | Castellví de la Marca | església         | Estil: arquitectura popular            | 41° 20′ 46″ N, 1° 35′ 54″ E / 41.345982°N,1.598262°E ca:A pocs metres al sud de la masia de Cal Morgades, al costat E de la carretera BV-2128                                   | bé integrant del patrimoni cultural català | Sant Andreu de Castellví de la Marca                   | Modifica les dades a Wikidata |
|        | Sant Sadurní de Castellví de la Marca | Castellví de la Marca | església         | Estil: historicisme arquitectònic 1925 | 41° 20′ 03″ N, 1° 35′ 34″ E / 41.334072°N,1.592877°E ca:Nucli urbà dels Masos dels Cosins.                                                                                      | bé integrant del patrimoni cultural català | Església de Sant Sadurní (Castellví de la Marca)       | Modifica les dades a Wikidata |
|        | Sant Sadurní de la Marca              | Castellví de la Marca | església         | Estil: arquitectura romànica           | 41° 20′ 06″ N, 1° 34′ 58″ E / 41.335037°N,1.582746°E ca:a la base de la muntanya del Castellot.                                                                                 | bé integrant del patrimoni cultural català | Sant Sadurní de la Marca                               | Modifica les dades a Wikidata |
|        | Santa Maria de la Múnia               | Castellví de la Marca | església         | Estil: historicisme arquitectònic      | 41° 19′ 35″ N, 1° 37′ 13″ E / 41.326475°N,1.62014°E ca:La Múnia, plaça Vella | bé integrant del patrimoni cultural català | Santa Maria de la Múnia                                | Modifica les dades a Wikidata |
|        | capella de Sant Miquel                | Castellví de la Marca | església capella | Estil: arquitectura romànica           | 41° 20′ 16″ N, 1° 34′ 43″ E / 41.337705°N,1.578493°E ca:En un dels contraforts de la Serra del Montmell, al costat de la torre d'homenatge del castell de Castellví de la Marca | bé integrant del patrimoni cultural català | Capella de Sant Miquel (Castellví de la Marca)         | Modifica les dades a Wikidata |
|        | capella de la Verge del Vinyet        | Castellví de la Marca | església         | Estil: arquitectura popular            | 41° 20′ 25″ N, 1° 35′ 12″ E / 41.340148°N,1.586698°E ca:Al peu del castellot, al costat de la masia de Cal Noia.                                                                | bé integrant del patrimoni cultural català | Capella de la Verge del Vinyet (Castellví de la Marca) | Modifica les dades a Wikidata |

## font
| imatge | Nom                                                     | Ubicat a              | instància de | Detalls      | coordenades                                                                                                  | Protecció | Commons (més fotos) | Dades a WD                    |
| ------ | ------------------------------------------------------- | --------------------- | ------------ | ------------ | --- | --------- | ------------------- | ----------------------------- |
|        | Plàtans de la font de la Puça                           | Castellví de la Marca | font         |              | 41° 20′ 09″ N, 1° 36′ 45″ E / 41.33575°N,1.61256°E ca:Font de la Puça                                        |           |                     | Modifica les dades a Wikidata |
|        | font de Ca l'Olivella                                   | Castellví de la Marca | font         |              | 41° 19′ 56″ N, 1° 35′ 11″ E / 41.332198457371°N,1.5863575678506°E                                            |           |                     | Modifica les dades a Wikidata |
|        | font de Cal Morgades                                    | Castellví de la Marca | font         |              | 41° 20′ 51″ N, 1° 35′ 36″ E / 41.3475946174863°N,1.59319622406726°E                                          |           |                     | Modifica les dades a Wikidata |
|        | font de Morgades / Font de can Morgades del Grau        | Castellví de la Marca | font         |              | 41° 20′ 48″ N, 1° 35′ 55″ E / 41.34674°N,1.59861°E ca:Al costat de la Masia de Can Morgades del Grau.        |           |                     | Modifica les dades a Wikidata |
|        | font de Santacana                                       | Castellví de la Marca | font         |              | 41° 20′ 29″ N, 1° 37′ 52″ E / 41.3413°N,1.63121°E ca:A prop de Cal Xicaseta                                  |           |                     | Modifica les dades a Wikidata |
|        | font de Xic Tet                                         | Castellví de la Marca | font         |              | 41° 19′ 36″ N, 1° 37′ 06″ E / 41.32679°N,1.61838°E ca:Cal Farines                                            |           |                     | Modifica les dades a Wikidata |
|        | font de cal Fabet                                       | Castellví de la Marca | font         |              | 41° 19′ 05″ N, 1° 38′ 10″ E / 41.31798°N,1.63618°E ca:Masia de Cerdanyola                                    |           |                     | Modifica les dades a Wikidata |
|        | font de l'Estalella                                     | Castellví de la Marca | font         |              | 41° 19′ 21″ N, 1° 36′ 48″ E / 41.32262°N,1.61322°E ca:Masia Estalella. A prop del camp de futbol de la Múnia |           |                     | Modifica les dades a Wikidata |
|        | font de la Pixerada / Font Trobada                      | Castellví de la Marca | font         |              | 41° 19′ 07″ N, 1° 38′ 26″ E / 41.31848°N,1.64058°E ca:Cal Bruna                                              |           |                     | Modifica les dades a Wikidata |
|        | font de la Puça                                         | Castellví de la Marca | font         | 20th century | 41° 20′ 09″ N, 1° 36′ 45″ E / 41.3358°N,1.61262°E ca:La Múnia. Molt a prop de Cal Xic Forner                 |           |                     | Modifica les dades a Wikidata |
|        | font de les Roquetes / Font del pont de les Cases Noves | Castellví de la Marca | font         |              | 41° 19′ 20″ N, 1° 36′ 31″ E / 41.32226°N,1.60862°E                                                           |           |                     | Modifica les dades a Wikidata |
|        | font del Castellot                                      | Castellví de la Marca | font         |              | 41° 20′ 13″ N, 1° 34′ 39″ E / 41.33685°N,1.57747°E ca:El castellot                                           |           |                     | Modifica les dades a Wikidata |
|        | font del Rei                                            | Castellví de la Marca | font         |              | 41° 19′ 55″ N, 1° 36′ 45″ E / 41.33205°N,1.61239°E ca:Camí vell de la Múnia.                                 |           |                     | Modifica les dades a Wikidata |
|        | font del Tetes                                          | Castellví de la Marca | font         |              | 41° 20′ 07″ N, 1° 36′ 16″ E / 41.33535°N,1.60448°E ca:A prop de Cal Suau, espai anomenat 'el bassot'         |           |                     | Modifica les dades a Wikidata |

## granja
| imatge | Nom                         | Ubicat a              | instància de | Detalls | coordenades                                                         | Protecció | Commons (més fotos) | Dades a WD                    |
| ------ | --------------------------- | --------------------- | ------------ | ------- | ------------------------------------------------------------------- | --------- | ------------------- | ----------------------------- |
|        | Granges Pascol              | Castellví de la Marca | granja       |         | 41° 21′ 06″ N, 1° 36′ 55″ E / 41.3517153194864°N,1.61519949487533°E |           |                     | Modifica les dades a Wikidata |
|        | Granges de Ca l'Espardenyer | Castellví de la Marca | granja       |         | 41° 20′ 07″ N, 1° 36′ 38″ E / 41.3353378070118°N,1.61053913391354°E |           |                     | Modifica les dades a Wikidata |
|        | Granges de la Justa         | Castellví de la Marca | granja       |         | 41° 20′ 42″ N, 1° 37′ 06″ E / 41.3449444094701°N,1.61841476959531°E |           |                     | Modifica les dades a Wikidata |
|        | Granges del Pau Porceda     | Castellví de la Marca | granja       |         | 41° 19′ 01″ N, 1° 38′ 09″ E / 41.3168777043199°N,1.63580568732637°E |           |                     | Modifica les dades a Wikidata |
|        | Granges del Requesens       | Castellví de la Marca | granja       |         | 41° 19′ 39″ N, 1° 36′ 13″ E / 41.3276064757019°N,1.60359359799336°E |           |                     | Modifica les dades a Wikidata |
|        | Granges del Sogues          | Castellví de la Marca | granja       |         | 41° 20′ 55″ N, 1° 36′ 51″ E / 41.3485404467494°N,1.61409537617999°E |           |                     | Modifica les dades a Wikidata |
|        | Granja Fuster               | Castellví de la Marca | granja       |         | 41° 20′ 24″ N, 1° 36′ 05″ E / 41.3400083152599°N,1.60126105170235°E |           |                     | Modifica les dades a Wikidata |
|        | Granja del Vidal            | Castellví de la Marca | granja       |         | 41° 20′ 04″ N, 1° 37′ 03″ E / 41.3343415201107°N,1.61756332070637°E |           |                     | Modifica les dades a Wikidata |

## masia
| imatge | Nom                              | Ubicat a              | instància de | Detalls                                                                                   | coordenades | Protecció                                  | Commons (més fotos)                       | Dades a WD                    |
| ------ | -------------------------------- | --------------------- | ------------ | ----------------------------------------------------------------------------------------- | --- | ------------------------------------------ | ----------------------------------------- | ----------------------------- |
|        | Ca l'Agori                       | Castellví de la Marca | masia        | 19th century                                                                              | 41° 19′ 20″ N, 1° 35′ 58″ E / 41.3221603412667°N,1.5994204466202°E ca:Camí de Ca l'Agori                                                                                   |                                            |                                           | Modifica les dades a Wikidata |
|        | Ca l'Agustí                      | Castellví de la Marca | masia        |                                                                                           | 41° 19′ 36″ N, 1° 36′ 17″ E / 41.326628°N,1.604627°E 218 msnm |                                            |                                           | Modifica les dades a Wikidata |
|        | Ca l'Almirall                    | Castellví de la Marca | masia        | Estil: arquitectura popular                                                               | 41° 20′ 46″ N, 1° 36′ 31″ E / 41.346107°N,1.608538°E | bé integrant del patrimoni cultural català | Ca l'Almirall (Castellví de la Marca)     | Modifica les dades a Wikidata |
|        | Ca l'Alonso                      | Castellví de la Marca | masia        |                                                                                           | 41° 19′ 41″ N, 1° 36′ 05″ E / 41.3280124595582°N,1.60142209267569°E |                                            |                                           | Modifica les dades a Wikidata |
|        | Ca l'Andreuet                    | Castellví de la Marca | masia        |                                                                                           | 41° 20′ 27″ N, 1° 35′ 44″ E / 41.340922°N,1.595693°E 266 msnm |                                            |                                           | Modifica les dades a Wikidata |
|        | Ca l'Isidor                      | Castellví de la Marca | masia        |                                                                                           | 41° 20′ 25″ N, 1° 37′ 54″ E / 41.3402661485639°N,1.63169630226447°E |                                            |                                           | Modifica les dades a Wikidata |
|        | Ca l'Olivella                    | Castellví de la Marca | masia        |                                                                                           | 41° 19′ 33″ N, 1° 35′ 52″ E / 41.325925°N,1.597712°E ca:C/ Major, 4 | bé cultural d'interès local                |                                           | Modifica les dades a Wikidata |
|        | Ca la Ciscona                    | Castellví de la Marca | masia        |                                                                                           | 41° 20′ 45″ N, 1° 37′ 44″ E / 41.345698689227°N,1.62876174045389°E |                                            |                                           | Modifica les dades a Wikidata |
|        | Ca la Flora                      | Castellví de la Marca | masia        |                                                                                           | 41° 20′ 13″ N, 1° 37′ 56″ E / 41.3369120629498°N,1.6321728471039°E |                                            |                                           | Modifica les dades a Wikidata |
|        | Ca la Marina                     | Castellví de la Marca | masia        |                                                                                           | 41° 20′ 23″ N, 1° 35′ 40″ E / 41.3398165394957°N,1.59439303031124°E |                                            |                                           | Modifica les dades a Wikidata |
|        | Ca la Quima                      | Castellví de la Marca | masia        |                                                                                           | 41° 20′ 14″ N, 1° 35′ 51″ E / 41.3372594013822°N,1.59742383078278°E |                                            |                                           | Modifica les dades a Wikidata |
|        | Ca la Senyora Juanita            | Castellví de la Marca | masia        |                                                                                           | 41° 20′ 01″ N, 1° 36′ 00″ E / 41.3336514923676°N,1.5999749699529°E |                                            |                                           | Modifica les dades a Wikidata |
|        | Cal Badia                        | Castellví de la Marca | masia        |                                                                                           | 41° 20′ 13″ N, 1° 35′ 54″ E / 41.3370084469686°N,1.59826578605721°E |                                            |                                           | Modifica les dades a Wikidata |
|        | Cal Baió                         | Castellví de la Marca | masia        |                                                                                           | 41° 20′ 24″ N, 1° 36′ 22″ E / 41.3400400191855°N,1.60610075794496°E |                                            |                                           | Modifica les dades a Wikidata |
|        | Cal Biel                         | Castellví de la Marca | masia        |                                                                                           | 41° 19′ 53″ N, 1° 37′ 29″ E / 41.3314014090171°N,1.62477158821168°E |                                            |                                           | Modifica les dades a Wikidata |
|        | Cal Biel Rius                    | Castellví de la Marca | masia        |                                                                                           | 41° 19′ 49″ N, 1° 36′ 29″ E / 41.3303995865954°N,1.60812267173852°E |                                            |                                           | Modifica les dades a Wikidata |
|        | Cal Borbeta                      | Castellví de la Marca | masia        |                                                                                           | 41° 20′ 18″ N, 1° 37′ 14″ E / 41.338196526341°N,1.62055326169364°E |                                            |                                           | Modifica les dades a Wikidata |
|        | Cal Borni                        | Castellví de la Marca | masia        |                                                                                           | 41° 19′ 30″ N, 1° 35′ 21″ E / 41.3248802912403°N,1.58907428818396°E |                                            |                                           | Modifica les dades a Wikidata |
|        | Cal Boscarri                     | Castellví de la Marca | masia        |                                                                                           | 41° 19′ 54″ N, 1° 35′ 45″ E / 41.3316541499265°N,1.59572768043866°E |                                            |                                           | Modifica les dades a Wikidata |
|        | Cal Bruna                        | Castellví de la Marca | masia        |                                                                                           | 41° 19′ 15″ N, 1° 38′ 43″ E / 41.3208546575681°N,1.64535289681875°E |                                            |                                           | Modifica les dades a Wikidata |
|        | Cal Calaf                        | Castellví de la Marca | masia        |                                                                                           | 41° 20′ 25″ N, 1° 35′ 42″ E / 41.3403268018559°N,1.59487207304495°E |                                            |                                           | Modifica les dades a Wikidata |
|        | Cal Cames                        | Castellví de la Marca | masia        |                                                                                           | 41° 20′ 23″ N, 1° 36′ 25″ E / 41.3397603951417°N,1.60681186076321°E |                                            |                                           | Modifica les dades a Wikidata |
|        | Cal Camps Nou                    | Castellví de la Marca | masia        |                                                                                           | 41° 19′ 10″ N, 1° 36′ 51″ E / 41.3194557233209°N,1.61410247562914°E |                                            |                                           | Modifica les dades a Wikidata |
|        | Cal Camps Vell                   | Castellví de la Marca | masia        |                                                                                           | 41° 18′ 49″ N, 1° 36′ 57″ E / 41.3135669182147°N,1.61576835948458°E |                                            |                                           | Modifica les dades a Wikidata |
|        | Cal Carboner de Baix             | Castellví de la Marca | masia        |                                                                                           | 41° 19′ 32″ N, 1° 36′ 27″ E / 41.325528905687°N,1.60756915544028°E |                                            |                                           | Modifica les dades a Wikidata |
|        | Cal Cases                        | Castellví de la Marca | masia        |                                                                                           | 41° 19′ 12″ N, 1° 37′ 33″ E / 41.320020336491°N,1.62588310667046°E |                                            |                                           | Modifica les dades a Wikidata |
|        | Cal Castanyo                     | Castellví de la Marca | masia        |                                                                                           | 41° 19′ 10″ N, 1° 37′ 29″ E / 41.3194211622023°N,1.62473675654933°E |                                            |                                           | Modifica les dades a Wikidata |
|        | Cal Català                       | Castellví de la Marca | masia        |                                                                                           | 41° 20′ 17″ N, 1° 37′ 42″ E / 41.3380375043278°N,1.62834880941955°E |                                            |                                           | Modifica les dades a Wikidata |
|        | Cal Diego                        | Castellví de la Marca | masia        |                                                                                           | 41° 19′ 37″ N, 1° 35′ 20″ E / 41.3269681308283°N,1.58892169772587°E |                                            |                                           | Modifica les dades a Wikidata |
|        | Cal Domingo                      | Castellví de la Marca | masia        |                                                                                           | 41° 20′ 04″ N, 1° 36′ 56″ E / 41.3345526718378°N,1.61564676406139°E |                                            |                                           | Modifica les dades a Wikidata |
|        | Cal Domingo Coll                 | Castellví de la Marca | masia        |                                                                                           | 41° 19′ 15″ N, 1° 37′ 30″ E / 41.3207491991602°N,1.62506727443719°E |                                            |                                           | Modifica les dades a Wikidata |
|        | Cal Farina                       | Castellví de la Marca | masia        |                                                                                           | 41° 20′ 14″ N, 1° 37′ 19″ E / 41.3372127080779°N,1.62188864002502°E |                                            |                                           | Modifica les dades a Wikidata |
|        | Cal Favet                        | Castellví de la Marca | masia        |                                                                                           | 41° 19′ 08″ N, 1° 38′ 13″ E / 41.3187842189923°N,1.63706822563194°E |                                            |                                           | Modifica les dades a Wikidata |
|        | Cal Franceset                    | Castellví de la Marca | masia        |                                                                                           | 41° 20′ 23″ N, 1° 37′ 44″ E / 41.3396302371725°N,1.62897271888711°E |                                            |                                           | Modifica les dades a Wikidata |
|        | Cal Freixenet                    | Castellví de la Marca | masia        |                                                                                           | 41° 19′ 43″ N, 1° 35′ 22″ E / 41.3285768770933°N,1.58936495940319°E |                                            |                                           | Modifica les dades a Wikidata |
|        | Cal Fuster de la Múnia           | Castellví de la Marca | masia        | Estil: arquitectura popular 19th century                                                  | 41° 19′ 38″ N, 1° 37′ 06″ E / 41.32715°N,1.6184°E ca:Av. de Catalunya, 4                                                                                                   |                                            |                                           | Modifica les dades a Wikidata |
|        | Cal Futra                        | Castellví de la Marca | masia        |                                                                                           | 41° 20′ 04″ N, 1° 36′ 56″ E / 41.3345438104852°N,1.61565890227856°E |                                            |                                           | Modifica les dades a Wikidata |
|        | Cal Galimany                     | Castellví de la Marca | masia        |                                                                                           | 41° 19′ 09″ N, 1° 36′ 07″ E / 41.3192382026595°N,1.60207568354327°E |                                            |                                           | Modifica les dades a Wikidata |
|        | Cal Ganso                        | Castellví de la Marca | masia        |                                                                                           | 41° 19′ 47″ N, 1° 36′ 05″ E / 41.329602329893035°N,1.60126268863678°E |                                            |                                           | Modifica les dades a Wikidata |
|        | Cal Gibert                       | Castellví de la Marca | masia        |                                                                                           | 41° 19′ 09″ N, 1° 37′ 44″ E / 41.3190936831652°N,1.62899704181404°E |                                            |                                           | Modifica les dades a Wikidata |
|        | Cal Giralt                       | Castellví de la Marca | masia        |                                                                                           | 41° 20′ 06″ N, 1° 35′ 54″ E / 41.335001057221°N,1.59836858310903°E |                                            |                                           | Modifica les dades a Wikidata |
|        | Cal Giraló                       | Castellví de la Marca | masia        |                                                                                           | 41° 19′ 56″ N, 1° 35′ 50″ E / 41.3322476649455°N,1.5971250485784°E |                                            |                                           | Modifica les dades a Wikidata |
|        | Cal Grimau                       | Castellví de la Marca | masia        |                                                                                           | 41° 19′ 27″ N, 1° 36′ 56″ E / 41.3240861731743°N,1.61565326754313°E |                                            |                                           | Modifica les dades a Wikidata |
|        | Cal Guimerà                      | Castellví de la Marca | masia        |                                                                                           | 41° 19′ 30″ N, 1° 36′ 31″ E / 41.3251167934873°N,1.60849799111699°E |                                            |                                           | Modifica les dades a Wikidata |
|        | Cal Janes                        | Castellví de la Marca | masia        |                                                                                           | 41° 18′ 52″ N, 1° 36′ 02″ E / 41.3145367044415°N,1.60062305489323°E ca:Masia antiga al costat de la masia modernista de Mas Lloet de Baix. A 300 m a l'est de la carretera |                                            |                                           | Modifica les dades a Wikidata |
|        | Cal Jaume Puig-rodó              | Castellví de la Marca | masia        |                                                                                           | 41° 20′ 00″ N, 1° 36′ 05″ E / 41.3332194002977°N,1.60147801285191°E |                                            |                                           | Modifica les dades a Wikidata |
|        | Cal Jaume Sec                    | Castellví de la Marca | masia        |                                                                                           | 41° 19′ 05″ N, 1° 37′ 54″ E / 41.317970877441°N,1.63152956078001°E 173 msnm                                                                                                |                                            | Cal Jaume Sec                             | Modifica les dades a Wikidata |
|        | Cal Jaume Viudo                  | Castellví de la Marca | masia        |                                                                                           | 41° 20′ 08″ N, 1° 36′ 56″ E / 41.3355619592866°N,1.61568514467821°E |                                            |                                           | Modifica les dades a Wikidata |
|        | Cal Jaume de Comallonga          | Castellví de la Marca | masia        |                                                                                           | 41° 20′ 33″ N, 1° 35′ 42″ E / 41.3424532923954°N,1.59493392280852°E |                                            |                                           | Modifica les dades a Wikidata |
|        | Cal Jaume de Puig-rodó           | Castellví de la Marca | masia        |                                                                                           | 41° 20′ 01″ N, 1° 36′ 05″ E / 41.3335684182683°N,1.60129129094822°E |                                            |                                           | Modifica les dades a Wikidata |
|        | Cal Jepetó                       | Castellví de la Marca | masia        |                                                                                           | 41° 20′ 09″ N, 1° 35′ 59″ E / 41.3357930878432°N,1.59979764634973°E |                                            |                                           | Modifica les dades a Wikidata |
|        | Cal Joan Maó                     | Castellví de la Marca | masia        |                                                                                           | 41° 20′ 10″ N, 1° 36′ 57″ E / 41.3360066572187°N,1.61596254769472°E |                                            |                                           | Modifica les dades a Wikidata |
|        | Cal Jordi                        | Castellví de la Marca | masia        |                                                                                           | 41° 19′ 56″ N, 1° 35′ 46″ E / 41.3323530746069°N,1.59616677420568°E |                                            |                                           | Modifica les dades a Wikidata |
|        | Cal Jutori                       | Castellví de la Marca | masia        |                                                                                           | 41° 19′ 12″ N, 1° 37′ 28″ E / 41.3200290858536°N,1.62435358880939°E |                                            |                                           | Modifica les dades a Wikidata |
|        | Cal Margarit                     | Castellví de la Marca | masia        |                                                                                           | 41° 19′ 22″ N, 1° 35′ 28″ E / 41.3227959532638°N,1.59098320700061°E |                                            |                                           | Modifica les dades a Wikidata |
|        | Cal Mascaró                      | Castellví de la Marca | masia        |                                                                                           | 41° 20′ 16″ N, 1° 35′ 40″ E / 41.3378530135796°N,1.59439940071604°E |                                            |                                           | Modifica les dades a Wikidata |
|        | Cal Mascotí                      | Castellví de la Marca | masia        |                                                                                           | 41° 20′ 19″ N, 1° 37′ 53″ E / 41.3387491657654°N,1.63138146930248°E |                                            |                                           | Modifica les dades a Wikidata |
|        | Cal Masover Nou                  | Castellví de la Marca | masia        |                                                                                           | 41° 20′ 23″ N, 1° 35′ 43″ E / 41.3397826030573°N,1.59530207520522°E |                                            |                                           | Modifica les dades a Wikidata |
|        | Cal Masover Nou de Cal Morgades  | Castellví de la Marca | masia        |                                                                                           | 41° 20′ 47″ N, 1° 35′ 48″ E / 41.3464091787257°N,1.59654615434084°E |                                            |                                           | Modifica les dades a Wikidata |
|        | Cal Masover Vell de Cal Morgades | Castellví de la Marca | masia        |                                                                                           | 41° 20′ 48″ N, 1° 35′ 52″ E / 41.3467935340862°N,1.59778099042916°E ca:Can Morgades del Grau                                                                               |                                            |                                           | Modifica les dades a Wikidata |
|        | Cal Maó                          | Castellví de la Marca | masia        |                                                                                           | 41° 19′ 34″ N, 1° 36′ 19″ E / 41.3262026565552°N,1.60518889956598°E |                                            |                                           | Modifica les dades a Wikidata |
|        | Cal Maó de la Serra              | Castellví de la Marca | masia        |                                                                                           | 41° 20′ 16″ N, 1° 36′ 50″ E / 41.3377461966019°N,1.61381036177677°E |                                            |                                           | Modifica les dades a Wikidata |
|        | Cal Meulo                        | Castellví de la Marca | masia        |                                                                                           | 41° 20′ 59″ N, 1° 36′ 33″ E / 41.3495968003584°N,1.60907648192726°E |                                            |                                           | Modifica les dades a Wikidata |
|        | Cal Mianet                       | Castellví de la Marca | masia        |                                                                                           | 41° 19′ 23″ N, 1° 37′ 02″ E / 41.3230139340964°N,1.61712172802306°E |                                            |                                           | Modifica les dades a Wikidata |
|        | Cal Miquel                       | Castellví de la Marca | masia        |                                                                                           | 41° 19′ 25″ N, 1° 35′ 21″ E / 41.323709934993°N,1.58912343526002°E |                                            |                                           | Modifica les dades a Wikidata |
|        | Cal Mitjans                      | Castellví de la Marca | masia        |                                                                                           | 41° 19′ 10″ N, 1° 34′ 46″ E / 41.319503365589°N,1.5794633741357°E |                                            |                                           | Modifica les dades a Wikidata |
|        | Cal Molins Vell                  | Castellví de la Marca | masia        |                                                                                           | 41° 19′ 57″ N, 1° 38′ 13″ E / 41.3325734042404°N,1.63697201002419°E |                                            |                                           | Modifica les dades a Wikidata |
|        | Cal Montserrat                   | Castellví de la Marca | masia        | Estil: arquitectura modernista                                                            | 41° 19′ 29″ N, 1° 37′ 16″ E / 41.324586°N,1.621076°E ca:Al sector SE, a 150 m del nucli principal de la Múnia.                                                             | bé integrant del patrimoni cultural català | Cal Montserrat (Castellví de la Marca)    | Modifica les dades a Wikidata |
|        | Cal Novençà                      | Castellví de la Marca | masia        |                                                                                           | 41° 19′ 26″ N, 1° 36′ 13″ E / 41.3238242108687°N,1.60366241250859°E |                                            |                                           | Modifica les dades a Wikidata |
|        | Cal Noya                         | Castellví de la Marca | masia        | 1400                                                                                      | 41° 20′ 29″ N, 1° 35′ 12″ E / 41.341382°N,1.586672°E ca:A 200 metres del km 6 de la carretera BV.2128                                                                      | bé integrant del patrimoni cultural català | Cal Noya                                  | Modifica les dades a Wikidata |
|        | Cal Panxeta                      | Castellví de la Marca | masia        |                                                                                           | 41° 20′ 01″ N, 1° 35′ 44″ E / 41.3335177487869°N,1.59565180001527°E |                                            |                                           | Modifica les dades a Wikidata |
|        | Cal Pau Dentes                   | Castellví de la Marca | masia        |                                                                                           | 41° 20′ 10″ N, 1° 35′ 53″ E / 41.3360687239062°N,1.59802301837835°E |                                            |                                           | Modifica les dades a Wikidata |
|        | Cal Pauet                        | Castellví de la Marca | masia        |                                                                                           | 41° 20′ 30″ N, 1° 35′ 41″ E / 41.3417491524695°N,1.59480563828838°E |                                            |                                           | Modifica les dades a Wikidata |
|        | Cal Pere Coix                    | Castellví de la Marca | masia        |                                                                                           | 41° 20′ 16″ N, 1° 37′ 22″ E / 41.3376739772081°N,1.62279915353199°E |                                            |                                           | Modifica les dades a Wikidata |
|        | Cal Pere Rius                    | Castellví de la Marca | masia        |                                                                                           | 41° 20′ 24″ N, 1° 36′ 18″ E / 41.3399722336778°N,1.60496680572578°E |                                            |                                           | Modifica les dades a Wikidata |
|        | Cal Peret                        | Castellví de la Marca | masia        |                                                                                           | 41° 20′ 11″ N, 1° 38′ 01″ E / 41.3365065638156°N,1.63367519948889°E |                                            |                                           | Modifica les dades a Wikidata |
|        | Cal Peret Cisquet                | Castellví de la Marca | masia        |                                                                                           | 41° 19′ 08″ N, 1° 36′ 08″ E / 41.3187631111185°N,1.60226505224403°E |                                            |                                           | Modifica les dades a Wikidata |
|        | Cal Peruques                     | Castellví de la Marca | masia        |                                                                                           | 41° 19′ 29″ N, 1° 37′ 03″ E / 41.3246142956056°N,1.61762558138229°E |                                            | Cal Peruques                              | Modifica les dades a Wikidata |
|        | Cal Planes del Perull            | Castellví de la Marca | masia        |                                                                                           | 41° 19′ 14″ N, 1° 34′ 40″ E / 41.3205349891804°N,1.57779354483422°E |                                            |                                           | Modifica les dades a Wikidata |
|        | Cal Planes dels Torrents         | Castellví de la Marca | masia        |                                                                                           | 41° 19′ 44″ N, 1° 38′ 38″ E / 41.3287714987336°N,1.64376690109847°E 180 msnm                                                                                               |                                            | Cal Planes dels Torrents                  | Modifica les dades a Wikidata |
|        | Cal Porta                        | Castellví de la Marca | masia        |                                                                                           | 41° 19′ 23″ N, 1° 35′ 19″ E / 41.3231648018805°N,1.58874089600187°E |                                            |                                           | Modifica les dades a Wikidata |
|        | Cal Prim                         | Castellví de la Marca | masia        |                                                                                           | 41° 20′ 14″ N, 1° 38′ 03″ E / 41.3372323653093°N,1.63411416964791°E |                                            |                                           | Modifica les dades a Wikidata |
|        | Cal Puig-rodó                    | Castellví de la Marca | masia        | Estil: arquitectura popular                                                               | 41° 19′ 52″ N, 1° 35′ 00″ E / 41.330982°N,1.583359°E ca:Al peu del Castellot, molt a prop de l'església de Sant Sadurní de la Marca (parròquia vella).                     | bé integrant del patrimoni cultural català |                                           | Modifica les dades a Wikidata |
|        | Cal Pujol                        | Castellví de la Marca | masia        |                                                                                           | 41° 18′ 54″ N, 1° 37′ 22″ E / 41.315025°N,1.622803°E 185 msnm |                                            | Cal Pujol (Castellví de la Marca)         | Modifica les dades a Wikidata |
|        | Cal Punxa                        | Castellví de la Marca | masia        |                                                                                           | 41° 19′ 25″ N, 1° 34′ 28″ E / 41.3235930830618°N,1.5745248340828°E |                                            |                                           | Modifica les dades a Wikidata |
|        | Cal Ratera                       | Castellví de la Marca | masia        |                                                                                           | 41° 20′ 38″ N, 1° 37′ 49″ E / 41.3438252620299°N,1.63028313196312°E |                                            |                                           | Modifica les dades a Wikidata |
|        | Cal Revella                      | Castellví de la Marca | masia        |                                                                                           | 41° 19′ 17″ N, 1° 35′ 38″ E / 41.321480389106°N,1.5937580888291°E |                                            |                                           | Modifica les dades a Wikidata |
|        | Cal Roig                         | Castellví de la Marca | masia        |                                                                                           | 41° 20′ 42″ N, 1° 37′ 18″ E / 41.3450464228931°N,1.62166369122006°E |                                            |                                           | Modifica les dades a Wikidata |
|        | Cal Segall                       | Castellví de la Marca | masia        |                                                                                           | 41° 19′ 28″ N, 1° 35′ 20″ E / 41.3245096219138°N,1.58896279820302°E |                                            |                                           | Modifica les dades a Wikidata |
|        | Cal Seneco                       | Castellví de la Marca | masia        |                                                                                           | 41° 19′ 44″ N, 1° 35′ 16″ E / 41.3290154709857°N,1.58767061199741°E |                                            |                                           | Modifica les dades a Wikidata |
|        | Cal Setro                        | Castellví de la Marca | masia        |                                                                                           | 41° 19′ 41″ N, 1° 36′ 59″ E / 41.3281496710127°N,1.61649929574219°E |                                            |                                           | Modifica les dades a Wikidata |
|        | Cal Siniaire                     | Castellví de la Marca | masia        |                                                                                           | 41° 19′ 03″ N, 1° 37′ 51″ E / 41.3175402473892°N,1.63091730122703°E |                                            | Cal Siniaire                              | Modifica les dades a Wikidata |
|        | Cal Sord                         | Castellví de la Marca | masia        |                                                                                           | 41° 20′ 15″ N, 1° 37′ 57″ E / 41.3374289059475°N,1.63246080983127°E |                                            |                                           | Modifica les dades a Wikidata |
|        | Cal Sumoi                        | Castellví de la Marca | masia        | Estil: arquitectura popular 19th century                                                  | 41° 19′ 27″ N, 1° 35′ 19″ E / 41.324059°N,1.588611°E ca:Veïnat de cal Margarit 233 msnm                                                                                    |                                            |                                           | Modifica les dades a Wikidata |
|        | Cal Tetes                        | Castellví de la Marca | masia        |                                                                                           | 41° 20′ 04″ N, 1° 36′ 25″ E / 41.334554613158°N,1.60685110432236°E |                                            |                                           | Modifica les dades a Wikidata |
|        | Cal Tomàs Pujol                  | Castellví de la Marca | masia        |                                                                                           | 41° 19′ 11″ N, 1° 37′ 30″ E / 41.3198125221441°N,1.6250750164807°E |                                            |                                           | Modifica les dades a Wikidata |
|        | Cal Ton Rius                     | Castellví de la Marca | masia        |                                                                                           | 41° 20′ 28″ N, 1° 37′ 45″ E / 41.3411813956237°N,1.62913140952278°E |                                            |                                           | Modifica les dades a Wikidata |
|        | Cal Trinxo                       | Castellví de la Marca | masia        |                                                                                           | 41° 20′ 14″ N, 1° 35′ 56″ E / 41.337196°N,1.598849°E 271 msnm |                                            |                                           | Modifica les dades a Wikidata |
|        | Cal Tritxo                       | Castellví de la Marca | masia        |                                                                                           | 41° 20′ 57″ N, 1° 36′ 34″ E / 41.3492237884624°N,1.6095147395016°E |                                            |                                           | Modifica les dades a Wikidata |
|        | Cal Vies                         | Castellví de la Marca | masia        |                                                                                           | 41° 18′ 53″ N, 1° 37′ 53″ E / 41.3148449479264°N,1.63149937623964°E 157 msnm                                                                                               |                                            | Cal Vies (Castellví de la Marca)          | Modifica les dades a Wikidata |
|        | Cal Vila                         | Castellví de la Marca | masia        |                                                                                           | 41° 20′ 33″ N, 1° 37′ 30″ E / 41.3426184827435°N,1.6250136637121°E |                                            |                                           | Modifica les dades a Wikidata |
|        | Cal Xarxi                        | Castellví de la Marca | masia        |                                                                                           | 41° 20′ 13″ N, 1° 36′ 38″ E / 41.3369042541928°N,1.61046998524109°E |                                            |                                           | Modifica les dades a Wikidata |
|        | Cal Xeret                        | Castellví de la Marca | masia        |                                                                                           | 41° 20′ 16″ N, 1° 35′ 52″ E / 41.3377066163767°N,1.59790423143699°E |                                            |                                           | Modifica les dades a Wikidata |
|        | Cal Xerrapetes                   | Castellví de la Marca | masia        |                                                                                           | 41° 20′ 59″ N, 1° 36′ 44″ E / 41.3496173148058°N,1.61226758280206°E |                                            |                                           | Modifica les dades a Wikidata |
|        | Cal Xic Favet                    | Castellví de la Marca | masia        |                                                                                           | 41° 19′ 05″ N, 1° 37′ 40″ E / 41.31807916331°N,1.62776381116976°E |                                            |                                           | Modifica les dades a Wikidata |
|        | Cal Xic Forner                   | Castellví de la Marca | masia        |                                                                                           | 41° 20′ 11″ N, 1° 36′ 38″ E / 41.3363835478036°N,1.61061251364564°E |                                            |                                           | Modifica les dades a Wikidata |
|        | Cal Xic Giralt                   | Castellví de la Marca | masia        |                                                                                           | 41° 20′ 04″ N, 1° 35′ 59″ E / 41.334556928934°N,1.59962096377948°E |                                            |                                           | Modifica les dades a Wikidata |
|        | Cal Xic Masover                  | Castellví de la Marca | masia        |                                                                                           | 41° 20′ 29″ N, 1° 35′ 47″ E / 41.3413708704608°N,1.5962838434543°E |                                            |                                           | Modifica les dades a Wikidata |
|        | Cal Xic Pere Coix                | Castellví de la Marca | masia        |                                                                                           | 41° 20′ 18″ N, 1° 37′ 20″ E / 41.3382873194148°N,1.62211696044167°E |                                            |                                           | Modifica les dades a Wikidata |
|        | Cal Xicardet                     | Castellví de la Marca | masia        |                                                                                           | 41° 19′ 24″ N, 1° 35′ 16″ E / 41.3233680259276°N,1.5876850418845°E |                                            |                                           | Modifica les dades a Wikidata |
|        | Cal Xicaseta                     | Castellví de la Marca | masia        |                                                                                           | 41° 20′ 27″ N, 1° 37′ 50″ E / 41.3409477466336°N,1.6306900377094°E |                                            |                                           | Modifica les dades a Wikidata |
|        | Cal Xicoter                      | Castellví de la Marca | masia        |                                                                                           | 41° 20′ 16″ N, 1° 37′ 16″ E / 41.3377159793819°N,1.62104144896101°E |                                            |                                           | Modifica les dades a Wikidata |
|        | Can Morgades del Grau            | Castellví de la Marca | masia        | Estil: arquitectura modernista 1905                                                       | 41° 20′ 47″ N, 1° 35′ 49″ E / 41.346282°N,1.597°E ca:carretera BV-2128, km. 5                                                                                              | bé integrant del patrimoni cultural català | Can Morgades del Grau                     | Modifica les dades a Wikidata |
|        | Can Valls                        | Castellví de la Marca | masia        |                                                                                           | 41° 19′ 09″ N, 1° 36′ 31″ E / 41.3191108437593°N,1.60866161103207°E |                                            |                                           | Modifica les dades a Wikidata |
|        | Castellví                        | Castellví de la Marca | masia        |                                                                                           | 41° 20′ 06″ N, 1° 34′ 55″ E / 41.3349335412342°N,1.58183036688256°E |                                            |                                           | Modifica les dades a Wikidata |
|        | Comallonga                       | Castellví de la Marca | masia        |                                                                                           | 41° 20′ 49″ N, 1° 35′ 36″ E / 41.3469731158987°N,1.59330677825953°E |                                            |                                           | Modifica les dades a Wikidata |
|        | Mas Cota                         | Castellví de la Marca | masia        | Estil: arquitectura popular                                                               | 41° 19′ 47″ N, 1° 36′ 45″ E / 41.329697°N,1.612413°E ca:a uns 800 m al NW del nucli de la Múnia                                                                            | bé integrant del patrimoni cultural català | Mas Cota (Castellví de la Marca)          | Modifica les dades a Wikidata |
|        | Mas Lloet de Baix                | Castellví de la Marca | masia        | Estil: arquitectura modernista 1911                                                       | 41° 18′ 52″ N, 1° 36′ 00″ E / 41.31447°N,1.600132°E ca:carretera BV-2171, km 15,5 a 300 m                                                                                  | bé integrant del patrimoni cultural català | Mas Lloet de Baix                         | Modifica les dades a Wikidata |
|        | Mas Lloet de Dalt                | Castellví de la Marca | masia        | Estil: arquitectura popular 18th century                                                  | 41° 18′ 55″ N, 1° 36′ 00″ E / 41.315226°N,1.600104°E ca:A 300 m a l'est de la carretera BV 2171, gairebé en el límit sud-oest del municipi.                                | bé integrant del patrimoni cultural català | Mas Lloet de Dalt (Castellví de la Marca) | Modifica les dades a Wikidata |
|        | Mas Orpí                         | Castellví de la Marca | masia        |                                                                                           | 41° 21′ 07″ N, 1° 36′ 58″ E / 41.35207°N,1.6161°E ca:en el barri de la Conillera Gran, la primera casa que ens trobem a mà dreta.                                          |                                            |                                           | Modifica les dades a Wikidata |
|        | Mas de la Llana                  | Castellví de la Marca | masia        |                                                                                           | 41° 19′ 26″ N, 1° 38′ 32″ E / 41.3239445532952°N,1.64232563071388°E |                                            |                                           | Modifica les dades a Wikidata |
|        | Mas de la Pansa                  | Castellví de la Marca | masia        |                                                                                           | 41° 19′ 41″ N, 1° 36′ 16″ E / 41.3280840129617°N,1.60434816035918°E |                                            |                                           | Modifica les dades a Wikidata |
|        | Mas de les Valls                 | Castellví de la Marca | masia        |                                                                                           | 41° 19′ 56″ N, 1° 35′ 47″ E / 41.3322926627213°N,1.59638317400526°E |                                            |                                           | Modifica les dades a Wikidata |
|        | Maset de Ratera                  | Castellví de la Marca | masia        |                                                                                           | 41° 20′ 41″ N, 1° 37′ 48″ E / 41.3446673332859°N,1.62989495739479°E |                                            |                                           | Modifica les dades a Wikidata |
|        | Maset del Bolet                  | Castellví de la Marca | masia        |                                                                                           | 41° 20′ 23″ N, 1° 37′ 15″ E / 41.3398227416259°N,1.62096114824588°E |                                            |                                           | Modifica les dades a Wikidata |
|        | Maset del Bruna                  | Castellví de la Marca | masia        |                                                                                           | 41° 19′ 05″ N, 1° 38′ 36″ E / 41.3180751431416°N,1.64337937206472°E |                                            |                                           | Modifica les dades a Wikidata |
|        | Masia Estalella                  | Castellví de la Marca | masia        | Arquitecte: Antoni Pons i Domínguez Estil: modernisme català arquitectura modernista 1909 | 41° 19′ 15″ N, 1° 36′ 56″ E / 41.320762°N,1.615434°E ca:camí que surt de la "carretera 2178, km. 3                                                                         | bé integrant del patrimoni cultural català | Masia Estalella (Castellví de la Marca)   | Modifica les dades a Wikidata |
|        | Pedrers                          | Castellví de la Marca | masia        |                                                                                           | 41° 20′ 23″ N, 1° 36′ 21″ E / 41.3395848458538°N,1.60570411442814°E |                                            |                                           | Modifica les dades a Wikidata |
|        | Rovellats                        | Castellví de la Marca | masia        |                                                                                           | 41° 20′ 51″ N, 1° 36′ 12″ E / 41.347519348079°N,1.60339524695258°E ca:Camí de Rovellats                                                                                    |                                            |                                           | Modifica les dades a Wikidata |
|        | el Maset                         | Castellví de la Marca | masia        |                                                                                           | 41° 18′ 56″ N, 1° 35′ 01″ E / 41.3154725684655°N,1.58361430507584°E |                                            |                                           | Modifica les dades a Wikidata |
|        | els Manyos                       | Castellví de la Marca | masia        |                                                                                           | 41° 19′ 29″ N, 1° 36′ 35″ E / 41.3248179300732°N,1.6098545633055°E |                                            |                                           | Modifica les dades a Wikidata |
|        | els Pins                         | Castellví de la Marca | masia        |                                                                                           | 41° 19′ 19″ N, 1° 35′ 21″ E / 41.3219467129784°N,1.5893048515387°E |                                            |                                           | Modifica les dades a Wikidata |
|        | l'Argila                         | Castellví de la Marca | masia        |                                                                                           | 41° 18′ 58″ N, 1° 35′ 47″ E / 41.3161591323478°N,1.59627541024455°E |                                            |                                           | Modifica les dades a Wikidata |
|        | la Conillera Gran                | Castellví de la Marca | masia        |                                                                                           | 41° 21′ 07″ N, 1° 36′ 59″ E / 41.3519176520527°N,1.6162949511612°E |                                            |                                           | Modifica les dades a Wikidata |
|        | la Conillera Xica                | Castellví de la Marca | masia        |                                                                                           | 41° 20′ 58″ N, 1° 36′ 47″ E / 41.3494014098569°N,1.61303717867917°E |                                            |                                           | Modifica les dades a Wikidata |
|        | la Farigola                      | Castellví de la Marca | masia        |                                                                                           | 41° 18′ 54″ N, 1° 36′ 42″ E / 41.3151291954802°N,1.61161358118961°E |                                            |                                           | Modifica les dades a Wikidata |
|        | la Serra                         | Castellví de la Marca | masia        |                                                                                           | 41° 18′ 53″ N, 1° 36′ 25″ E / 41.3146959936005°N,1.60707099181773°E |                                            |                                           | Modifica les dades a Wikidata |

## muntanya
| imatge | Nom                | Ubicat a                                      | instància de | Detalls | coordenades                                                            | Protecció | Commons (més fotos)                  | Dades a WD                    |
| ------ | ------------------ | --------------------------------------------- | ------------ | ------- | ---------------------------------------------------------------------- | --------- | ------------------------------------ | ----------------------------- |
|        | Puig d'en Morgades | Castellví de la Marca                         | muntanya     |         | 41° 21′ 27″ N, 1° 35′ 36″ E / 41.3574°N,1.59346°E 456.1 msnm           |           |                                      | Modifica les dades a Wikidata |
|        | Puig de la Cogulla | Sant Jaume dels Domenys Castellví de la Marca | muntanya     |         | 41° 20′ 22″ N, 1° 33′ 58″ E / 41.33941667°N,1.56608333°E 492.5 msnm    |           |                                      | Modifica les dades a Wikidata |
|        | Roques Miloqueres  | Castellví de la Marca                         | muntanya     |         | 41° 21′ 32″ N, 1° 34′ 52″ E / 41.35883333°N,1.581°E 409.9 msnm         |           |                                      | Modifica les dades a Wikidata |
|        | el Castellot       | Castellví de la Marca                         | muntanya     |         | 41° 20′ 15″ N, 1° 34′ 43″ E / 41.3375872509°N,1.57862965411°E 465 msnm |           | El Castellot (Castellví de la Marca) | Modifica les dades a Wikidata |
|        | el Fitó            | Castellví de la Marca                         | muntanya     |         | 41° 20′ 38″ N, 1° 34′ 58″ E / 41.34380833°N,1.58286944°E 398.6 msnm    |           |                                      | Modifica les dades a Wikidata |
|        | el Serral          | Castellví de la Marca                         | muntanya     |         | 41° 20′ 30″ N, 1° 35′ 59″ E / 41.34175°N,1.59983333°E 272.5 msnm       |           |                                      | Modifica les dades a Wikidata |
|        | l'Argilaga         | Sant Martí Sarroca Castellví de la Marca      | muntanya     |         | 41° 21′ 46″ N, 1° 35′ 57″ E / 41.3629°N,1.59922°E 464.5 msnm           |           |                                      | Modifica les dades a Wikidata |
|        | la Setrilla        | Castellví de la Marca                         | muntanya     |         | 41° 21′ 20″ N, 1° 35′ 12″ E / 41.35563889°N,1.58676111°E 399.8 msnm    |           |                                      | Modifica les dades a Wikidata |

## pont
| imatge | Nom                 | Ubicat a              | instància de | Detalls | coordenades                                                         | Protecció | Commons (més fotos) | Dades a WD                    |
| ------ | ------------------- | --------------------- | ------------ | ------- | ------------------------------------------------------------------- | --------- | ------------------- | ----------------------------- |
|        | Pont de Cal Revella | Castellví de la Marca | pont         |         | 41° 19′ 06″ N, 1° 35′ 27″ E / 41.3182013523728°N,1.59091491759063°E |           |                     | Modifica les dades a Wikidata |
|        | Pont del Bisbe      | Castellví de la Marca | pont         |         | 41° 19′ 25″ N, 1° 35′ 16″ E / 41.3237491672175°N,1.58791578249343°E |           |                     | Modifica les dades a Wikidata |

## rellotge de sol
| imatge | Nom                                 | Ubicat a              | instància de    | Detalls      | coordenades | Protecció | Commons (més fotos) | Dades a WD                    |
| ------ | ----------------------------------- | --------------------- | --------------- | ------------ | --- | --------- | ------------------- | ----------------------------- |
|        | Rellotge de sol de mas Cota         | Castellví de la Marca | rellotge de sol | 20th century | 41° 19′ 47″ N, 1° 36′ 45″ E / 41.32968°N,1.6125°E ca:A la façana principal de la masia homònima, a uns 800m al nord del nucli de la Múnia. |           |                     | Modifica les dades a Wikidata |
|        | Rellotge de sol del mas de la Pansa | Castellví de la Marca | rellotge de sol | 20th century | 41° 19′ 35″ N, 1° 36′ 25″ E / 41.32639°N,1.60697°E ca:A la part superior de la façana principal de la masia homònima, orientada a sud-est. |           |                     | Modifica les dades a Wikidata |
|        | rellotge de sol de Puig Rodó        | Castellví de la Marca | rellotge de sol | 20th century | 41° 19′ 51″ N, 1° 35′ 00″ E / 41.33096°N,1.58345°E ca:A la façana de migdia de la masia homònima.                                          |           |                     | Modifica les dades a Wikidata |
|        | rellotge de sol de cal Planes       | Castellví de la Marca | rellotge de sol | 20th century | 41° 21′ 08″ N, 1° 36′ 57″ E / 41.35211°N,1.61572°E ca:en el barri de la Cunillera Gran, en la façana principal de la masia homònima.       |           |                     | Modifica les dades a Wikidata |
|        | rellotge de sol de cal Ravella      | Castellví de la Marca | rellotge de sol | 20th century | 41° 19′ 14″ N, 1° 35′ 46″ E / 41.32054°N,1.59624°E ca:en la façana meridional de la masia homònima.                                        |           |                     | Modifica les dades a Wikidata |

## sínia
| imatge | Nom                         | Ubicat a              | instància de                | Detalls      | coordenades | Protecció | Commons (més fotos) | Dades a WD                    |
| ------ | --------------------------- | --------------------- | --------------------------- | ------------ | --- | --------- | ------------------- | ----------------------------- |
|        | sínia de l'Hort d'en Grimau | Castellví de la Marca | sínia element arquitectònic | 20th century | 41° 20′ 01″ N, 1° 38′ 33″ E / 41.33368°N,1.64243°E                                                                         |           |                     | Modifica les dades a Wikidata |
|        | sínia sota Cal Sendo        | Castellví de la Marca | sínia element arquitectònic |              | 41° 20′ 34″ N, 1° 38′ 02″ E / 41.34288°N,1.63378°E ca:En un camp erm, a peu de carretera i a uns 150m al sud de Cal Sendo. |           |                     | Modifica les dades a Wikidata |

## Misc
| imatge | Nom                                          | Ubicat a | instància de                                  | Detalls                                  | coordenades | Protecció                                            | Commons (més fotos)                | Dades a WD                    |
| ------ | -------------------------------------------- | --- | --------------------------------------------- | ---------------------------------------- | --- | ---------------------------------------------------- | ---------------------------------- | ----------------------------- |
|        | Arquitectura urbana de la Múnia              | Castellví de la Marca | conjunt d'edificis                            | Estil: arquitectura eclèctica            | 41° 19′ 35″ N, 1° 37′ 05″ E / 41.326502°N,1.617966°E | bé integrant del patrimoni cultural català           | Arquitectura urbana de la Múnia    | Modifica les dades a Wikidata |
|        | Cal Ravella                                  | Castellví de la Marca | casa                                          |                                          | 41° 19′ 13″ N, 1° 35′ 46″ E / 41.32032°N,1.5962°E ca:Camí de Cal Revella |                                                      |                                    | Modifica les dades a Wikidata |
|        | Castellvell de la Marca                      | Castellví de la Marca | castell ruïnes de castell                     | Estil: arquitectura romànica             | 41° 20′ 15″ N, 1° 34′ 43″ E / 41.3375°N,1.57861°E ca:En un dels contraforts de la serra de Montmell, al costat de la capella de Sant Miquel. 468 msnm | bé d'interès cultural bé cultural d'interès nacional | Castellvell de la Marca            | Modifica les dades a Wikidata |
|        | Comunitats de fissures de roca calcària      | Castellví de la Marca | formació vegetal                              |                                          | 41° 20′ 16″ N, 1° 34′ 46″ E / 41.33769°N,1.57957°E |                                                      |                                    | Modifica les dades a Wikidata |
|        | Fondo de l'Hort de Muntanya (general)        | Castellví de la Marca | indret                                        |                                          | 41° 21′ 13″ N, 1° 35′ 47″ E / 41.35348°N,1.59632°E ca:Entre la font de cal Morgades del Grau i Les Planes de Can Morgades del Grau. |                                                      |                                    | Modifica les dades a Wikidata |
|        | Forn de calç Plana d'en Morgades             | Castellví de la Marca | forn de calç                                  |                                          | | bé integrant del patrimoni cultural català           |                                    | Modifica les dades a Wikidata |
|        | Forn de les Balmes de la riera de Marmellar  | Castellví de la Marca | forn                                          | Estil: arquitectura popular              | | bé integrant del patrimoni cultural català           |                                    | Modifica les dades a Wikidata |
|        | Hort d'en Grimau                             | Castellví de la Marca | jaciment arqueològic                          |                                          | 41° 20′ 09″ N, 1° 38′ 33″ E / 41.335824°N,1.642364°E ca:Al peu de la carretera B-212 (Vilafranca del Penedès - Sant Jaume dels Domenys), a la banda dreta (just abans del km. 4) i uns 100 m endins d'uns terrenys de conreu plantats de vinya. 190 msnm | bé integrant del patrimoni cultural català           |                                    | Modifica les dades a Wikidata |
|        | Pedrera del Castellot                        | Castellví de la Marca | pedrera                                       |                                          | 41° 20′ 12″ N, 1° 34′ 29″ E / 41.336674452594°N,1.57474154687671°E |                                                      |                                    | Modifica les dades a Wikidata |
|        | Safareig de la Múnia                         | Castellví de la Marca | safareig                                      | 20th century                             | 41° 19′ 37″ N, 1° 37′ 13″ E / 41.32708°N,1.62014°E ca:Al torrent de Pedrers al seu pas pel nucli de la Múnia |                                                      |                                    | Modifica les dades a Wikidata |
|        | Torre de Can Pascol                          | Castellví de la Marca | torre de sentinella                           | Estil: arquitectura romànica             | 41° 20′ 54″ N, 1° 34′ 26″ E / 41.3484°N,1.57391°E ca:Camí que surt de la ctra. BV-2128, km 6,7 379 msnm | bé d'interès cultural bé cultural d'interès nacional | Torre de Can Pascol                | Modifica les dades a Wikidata |
|        | Torre de la Torreta                          | Castellví de la Marca | torre de defensa                              | Estil: arquitectura popular 11st century | 41° 19′ 37″ N, 1° 34′ 43″ E / 41.327°N,1.578636°E ca:Al peu de les muntanyes, al S del castell de Castellvell de la Marca. | bé d'interès cultural bé cultural d'interès nacional | Torreta de Castellví               | Modifica les dades a Wikidata |
|        | casa consistorial de Castellví de la Marca   | Castellví de la Marca | casa consistorial                             |                                          | 41° 19′ 26″ N, 1° 37′ 06″ E / 41.32387431023255°N,1.6182556967923958°E ca:Plaça de la Generalitat 1. La Múnia |                                                      | Town hall of Castellví de la Marca | Modifica les dades a Wikidata |
|        | castell de les Pujades                       | Castellví de la Marca | casa forta                                    | Estil: arquitectura popular              | 41° 19′ 57″ N, 1° 37′ 32″ E / 41.33247°N,1.625612°E ca:Ctra. B-212, km 5,5 a uns 400 m al nord del nucli | bé d'interès cultural bé cultural d'interès nacional | Castell de les Pujades             | Modifica les dades a Wikidata |
|        | el Castellot                                 | Castellví de la Marca | vèrtex geodèsic                               |                                          | 41° 20′ 15″ N, 1° 34′ 43″ E / 41.337571°N,1.578636°E 467.787 msnm |                                                      |                                    | Modifica les dades a Wikidata |
|        | el Molí Nou                                  | Castellví de la Marca | molí d'aigua                                  |                                          | 41° 19′ 49″ N, 1° 38′ 24″ E / 41.3302865366094°N,1.64010273419766°E |                                                      |                                    | Modifica les dades a Wikidata |
|        | el Montmell-Marmellar                        | el Montmell la Bisbal del Penedès Sant Jaume dels Domenys Castellví de la Marca Torrelles de Foix Sant Martí Sarroca Pontons Aiguamúrcia Vila-rodona | àrea protegida Pla d'Espais d'Interès Natural | 1992 Superfície: 9362.41836ha            | 41° 20′ N, 1° 31′ E / 41.33°N,1.51°E |                                                      | El Montmell-Marmellar              | Modifica les dades a Wikidata |
|        | muntanya de Cal Planes                       | Castellví de la Marca | serra                                         |                                          | 41° 19′ 58″ N, 1° 34′ 24″ E / 41.3327°N,1.57344°E 443.8 msnm |                                                      |                                    | Modifica les dades a Wikidata |
|        | pi de Puig-rodó                              | Castellví de la Marca | arbre singular                                |                                          | 41° 19′ 53″ N, 1° 34′ 59″ E / 41.33143°N,1.58299°E ca:Masia de Puig-rodó |                                                      |                                    | Modifica les dades a Wikidata |
|        | relliscals del Fitó (tarteres mediterrànies) | Castellví de la Marca | tartera                                       |                                          | 41° 20′ 31″ N, 1° 35′ 00″ E / 41.34205°N,1.58342°E ca:Al N de la carretera BV-2128, a l'alçada del nucli de les Cases Noves de la Riera |                                                      |                                    | Modifica les dades a Wikidata |
|        | riera de Marmellar                           | Alt Camp Baix Penedès Alt Penedès província de Tarragona                                                                                             | curs d'aigua                                  | Desemboca: Foix Llarg: 25km              | 41° 25′ 02″ N, 1° 26′ 29″ E / 41.417245°N,1.441446°E 41° 16′ 01″ N, 1° 38′ 01″ E / 41.26685°N,1.633496°E |                                                      | Riera de Marmellar                 | Modifica les dades a Wikidata |